# 산베르나르디노 해협

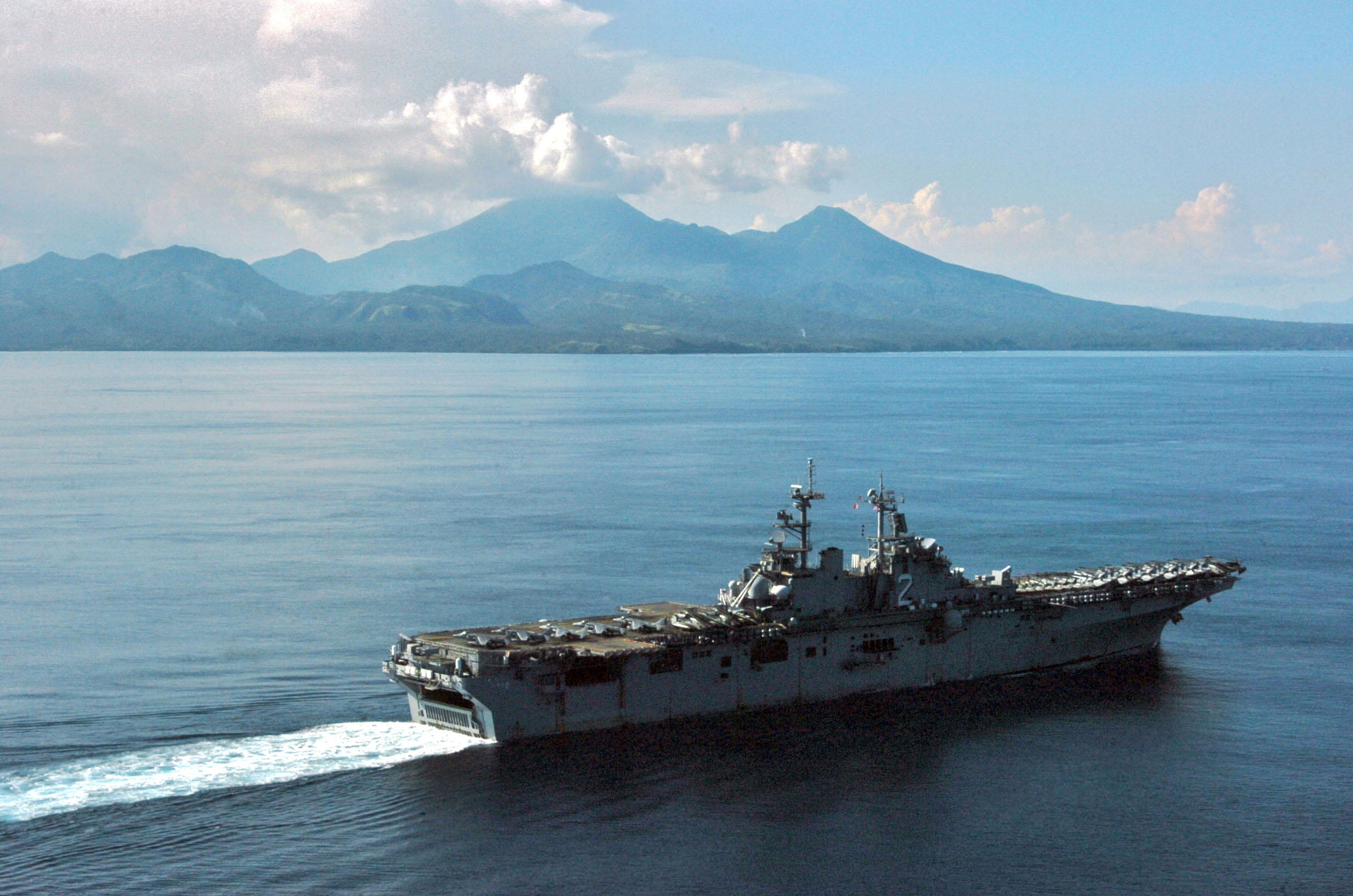
USS 에식스가 산베르나르디노 해협을 통과하여 불루산산을 지나고 있다.

산베르나디노 해협(San Bernardino Strait)은 필리핀 루손섬 남단부와 그 남동쪽 사마르섬 사이를 가르는 해협이다. 필리핀해와 사마르해를 연결하는 해협으로 북위 12도 35분 15초 동경 124도 11분 48초에 위치한다. 이것은 루손섬의 비콜반도를 남부의 사마르섬에서 분할하는 지형이다. 부근에는 크고 작은 섬의 다른 여울, 암초 등이 있다. 해협의 동쪽은 8노트로 흐르는 빠른 조류 때문에 항해하기 험한 곳으로 여겨진다.

## 역사
태평양 전쟁 중에는 이 해협을 통과하는 일본 함선들이 종종 있었다. 유명한 것은 1944년, 레이테 만 전투 중인 10월 24일 깊은 밤중에 진행된 쿠리타 함대의 협곡 통과이다. 시야가 보이지 않는 밤에 경순양함 노시로를 선두로 한 단종진으로 20여 척의 군함이 통과하는 것은 항해 상 매우 신중을 요구했지만, 함대는 1시간에 걸쳐 25일 0시 30분에 통과했다.
필리핀 해전 시에도 제일 기동 함대가 이곳을 통과했다. 이때 항공모함의 함교에서 해협을 바라보고 있었던 참모 오쿠미야 마사다케(奥宮正武)는 “양손을 뻗으면 양안이 손이 닿지 않을까 생각될 정도로 좁았다”라는 감상을 인용하고 저서에는 역사를 돌아보고 정확한 해도 검토의 중요성을 역설했다.

## 같이 보기
- 사마르해
- 시부얀해
- 비콜반도